# 조준희 (PD)
조준희(1972년 ~ )는 KBS의 예능 프로듀서(PD)이다. 1998년 입사하였고, 대표작으로는 KBS2 예능 프로그램 <개그콘서트> (연출)가 있다. 2017년에는 책임프로듀서(CP)로 임명되어 <해피투게더3>, <개그콘서트>를 담당하였으며 2018년에는 <가요무대>, <KBS 중계석>의 책임 프로듀서(CP)로 활동하였다., 2019년 해당 CP 담당 프로그램을 연임하다가 당해 초 제작 현장에 복귀하여 2021년 12월까지 <유희열의 스케치북>, <개승자> 연출을 담당하였다. 2021년 12월부터 2023년 11월까지 2017~2019년에 이어 2번째로 CP(예능센터 소속)로 임명되어 
약 3~4개의 예능 프로그램들을 총괄하는 예능센터 CP를 지냈다.

## 방송 활동
- 개그콘서트(2015년~2017년, 연출, CP)
- 해피투게더3(2017년~2017년, CP)
- 가요무대(2018년~2018년, CP)
- KBS 중계석(2018년~2018년, CP)
- 가요무대(2019년~2019년, CP)
- KBS 중계석(2019년, CP)
- 유희열의 스케치북(2019년~, CP)
- 개승자(2021년~2020년, 연출)
- 열린 음악회(2022년~2023년 11월, CP)
- 열린 음악회(2023년 12월~ PD 겸 연출)